# Posłowie na Sejm II RP z okręgu Lwów
 Posłowie na Sejm II RP z okręgu Lwów
Lista posłów według kadencji

## Posłowie na Sejm Ustawodawczy (1919–1922)
- Ernest Adam (ZLN)
- Józef Buzek (PSL ,,Piast”)
- Herman Diamand (PPS)
- Stanisław Głąbiński (ZLN)
- Artur Hausner (PPS)

## Posłowie na Sejm RP I kadencji (1922–1927)
- Jan Bajsarowicz (PSL,, Piast”)
- Jan Bryl (PSL,, Piast”)
- Herman Diamand (PPS)
- Stanisław Głąbiński (ZLN)
- Artur Hausner (PPS)
- Stanisław Hulak (PSL,, Piast”)
- Bronisław Malik (PSL ,,Piast”)
- Czesław Mączyński (ChZJN)
- Stefan Posacki (PSL ,,Piast”)
- Marceli Prószyński (ZLN)
- Marcin Przewrocki (PSL ,,Piast”)
- Stefan Puka (PSL ,,Piast”)

## Posłowie na Sejm RP II kadencji (1928–1930)
- Serhij Chruckyj (UBKS)
- Herman Diamand (PPS)

- Artur Hausner (PPS)
- Wołodymyr Kochan (BMN)
- Eugeniusz Kwiatkowski (BBWR)
- Ferdynand Lang (BMN)
- Maurycy Leser (Zjednoczenie Narodowo-Żydowskie w Małopolsce)
- Jan Leszczyński (BMN)
- Dmytro Łewyckyj (BMN)
- Jan Pieracki (ZLN)
- Tadeusz Potworowski (BBWR)

## Posłowie na Sejm RP III kadencji (1930–1935)
- Roman Abraham (BBWR)
- Zdzisław Awenarius (BBWR)
- Jan Brzozowski (BBWR)
- Petro Fedeszyn (BBWR)
- Wołodymyr Kochan (Ukraiński i Białoruski Blok Wyborczy)
- Dmytro Łewyckyj (Ukraiński i Białoruski Blok Wyborczy)
- Ilko Łysyj (Ukraiński i Białoruski Blok Wyborczy)

- Stanisław Ostrowski (BBWR)
- Bohdan Podoski (BBWR)

## Posłowie na Sejm RP IV kadencji (1935–1938)
- Władysław Byrka (BBWR)
- Wasyl Mudry (URP)
- Stanisław Ostrowski (BBWR)

## Posłowie na Sejm RP V kadencji (1938–1939)
- Franciszek Jaworski (OZN)
- Wasyl Mudry (URP)
- Stanisław Ostrowski (OZN)